# Thomas Willeboirts Bosschaert
Pour les articles homonymes, voir Bosschaert.
Thomas Willeboirts Bosschaert, né en 1613 à Berg-op-Zoom et mort le 23 janvier 1654 à Anvers, est un peintre, dessinateur et graveur néerlandais. Il fut l'un des meilleurs élèves de Daniel Seghers.

## Biographie
Issu d'une famille catholique qui s'installe à Berg-op-Zoom à la fin du XVIe siècle, Thomas Willeboirts Bosschaert rejoint l'atelier de Daniel Seghers à Anvers en 1628. Après huit années d'apprentissage, il devient citoyen de la ville et est admis à la guilde des peintres en 1636 ou 1637. Il ouvre alors son propre atelier et est amené à coopérer avec plusieurs autres artistes, en particulier Daniel Seghers, Paul de Vos, Jan Fyt, Jan van den Hoecke, Frans Snyders et Adriaen van Utrecht. Il collabore également avec Peter Paul Rubens pour la réalisation d'une série de peintures mythologiques commandée par Philippe IV d'Espagne pour la Tour de la Parada. Entre 1641 et 1647, il travaille pour Frédéric-Henri d'Orange-Nassau, puis pour sa veuve, Amélie de Solms-Braunfels, qui lui commande des travaux de décoration de l'Oranjezaal, pièce principale de la Huis ten Bosch à La Haye. Léopold-Guillaume de Habsbourg, grand collectionneur, compte aussi parmi ses clients, ainsi que Alonso Pérez de Vivero y Menchaca, lequel lui commande trois œuvres de grand format pour l'église du couvent franciscain de Fuensaldaña qui sont livrées en 1655, peu après la mort de l'artiste.

## Liste des œuvres

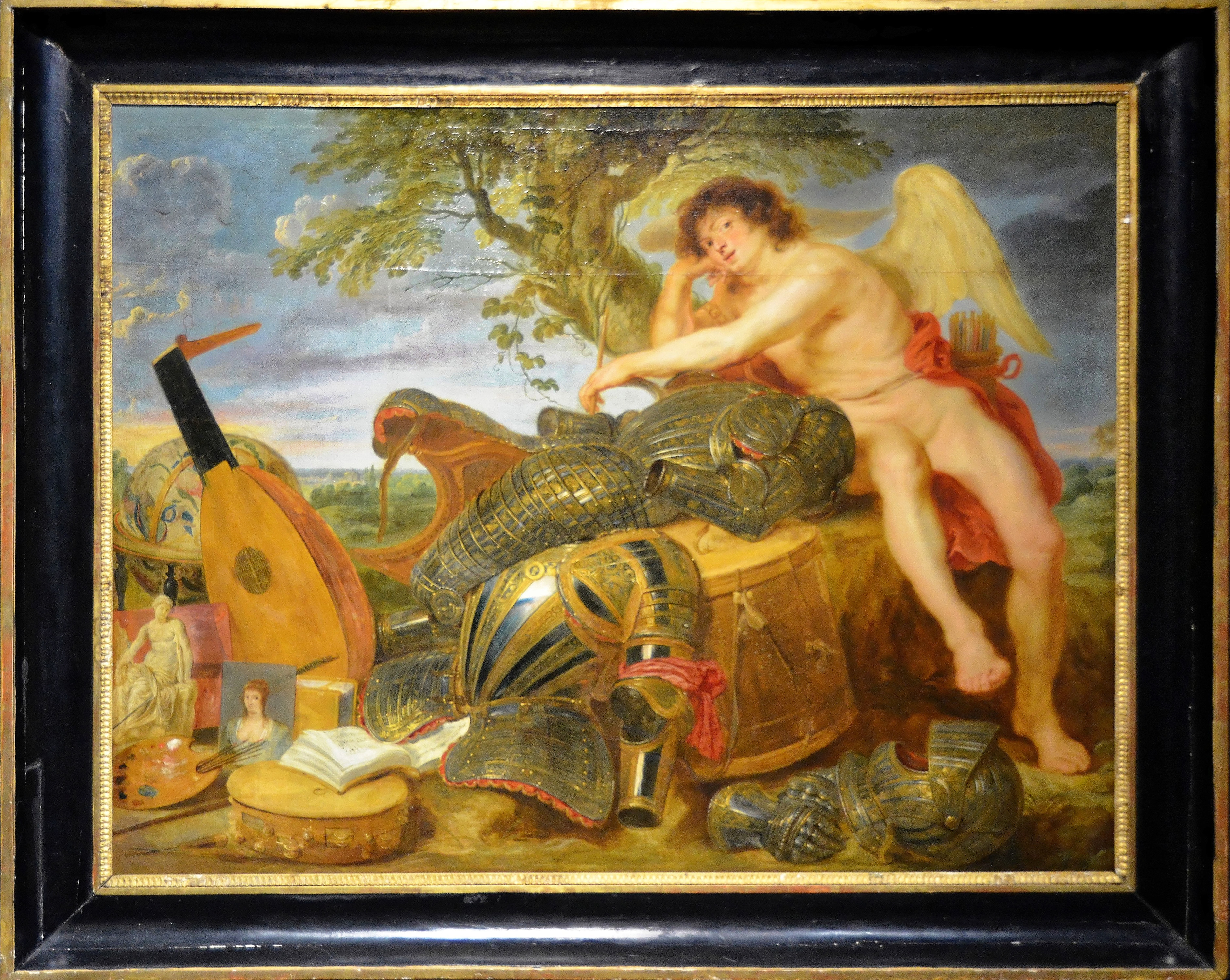
L'amour vainqueur (entre 1635 et 1654), musée des Beaux-Arts d'Orléans